# 黑色圣诞之夜空难
黑色圣诞之夜空难是於1946年12月25日圣诞节在中國上海发生的三起空难；由于上海夜间大雾能见度不佳，龙华机场缺乏盲降和夜航设备，机组缺乏相应训练，导致中央航空运输公司48号、中国航空公司140号及115号客机先后坠毁，被称作“黑色圣诞之夜”。当日前往上海的航班中，仅中国航空147号客机成功凭借地面控制进场系统盲降江湾机场，其余皆坠毁。事故死伤数据不一，各有出入，官方报告指71人因事故遇难。
是次空难当时被诸多媒体称为中国航空史上最惨烈之空难。《史密森学会会刊》称之为“早期商用航空史中最糟糕之一日”。事故引发交通部民用航空局、国民参政会、監察院、上海地方法院检察处之多方检举侦查，但因1947年元旦大赦而不了了之。

## 背景

### 战后民航

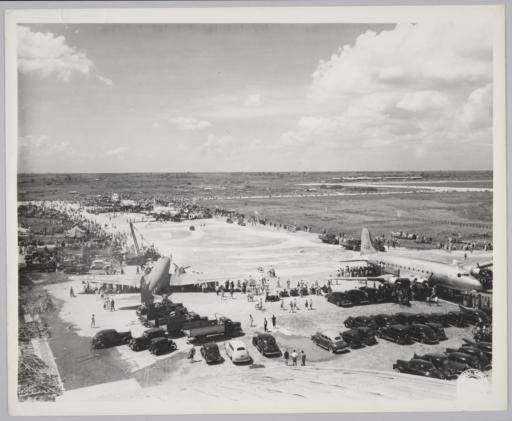
1945年江湾机场，市民迎接中国军队收复上海

抗战胜利后，撤退至西南之军民得以东归，國民政府由重庆还都南京。因战争对铁路公路损毁严重，航空运输业得以快速发展。中国航空与中央航空是当时中国的两大航空公司。:25中国航空公司（中航）乃泛美航空与国民政府之合资企业，战时总部位于印度加尔各答，有着运营驼峰航线的丰富经验，战后迁回上海，并开辟了大量还都复员之航线。:35-37中央航空运输公司（央航）乃国民政府独资之企业，主要由中国人运营，总部由重庆迁往上海，亦开辟还都复员之航线，得以快速壮大。:26-27
过去三年内，中航事故频发，至少有32起事故，造成一百多人丧命。然而，随着国共战事之升级，修复航空业战争损失与改善设备之资金需求难以满足。加之通货膨胀损害民众生计与航司盈利能力，中航员工于1946年5月底因中美员工薪资待遇问题爆发了全国性罢工与怠工，最终以6月初政府介入解雇带头员工收场。:35, 38

### 机场设施

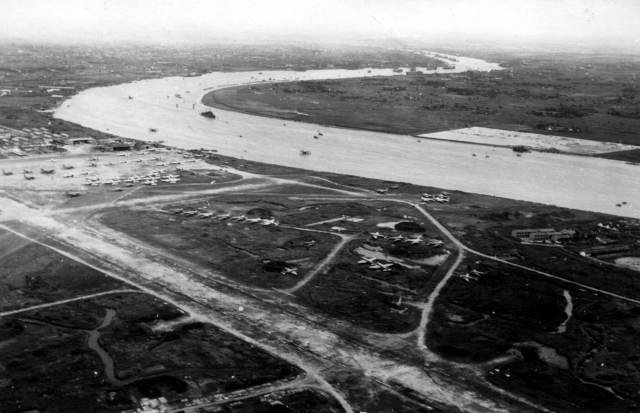
1940年代空中鸟瞰龙华机场

上海是战后中国民航业的枢纽，其龙华机场是中航、央航两大航司之总部。然而其跑道却仅为沙石路面，颠簸不平，缺乏夜间降落和盲降设备，:41即便在晴朗白天都不能被轻易识别。上海市政府曾有意维护提升龙华机场之设施，但因机场土地产权不明晰，政府资金有限，最终作罢。:41-42
龙华机场以北24公里，有美军运营的江湾机场，设有先进的地面控制进场系统，以确保恶劣天气下之安全降落；此设备之安装，比起美国国内都要早4个月，中航亦得以利用作飞行员训练。然而，由于塔台电路故障，该系统在1946年秋季至少有四分之一的时间未能正常运营。
当时夜间备降机场为青岛沧口机场，但实则燃油不足以飞抵。

### 航路天气
25日凌晨起，龙华机场的中航地勤即发布预警，因暖锋逼近，上海天气条件将不足以航班起降，并通电航路上的重庆与武汉，以供参考。至少从早上6点起，龙华机场便因天气原因而关闭，只剩下一名控制员、一名会计与一名报务员值守。经停武汉时，中航115、140、147号航班机组了解到航路天气后，进行了交流，一致决定继续飞行。:140-142
临近傍晚，上海塔台方才了解到中航三航班，外加央航48号航班，均来自于重庆，经停武汉，正在飞往上海。上海各机场因此不得不重新开始运营。:67当央航48号航班下午三时降落南京时，天气尚可，航班照例飞往上海；然而此后，南京机场的天气转差，无法再支持起降。:67-68

## 经过

### 央航48号航班

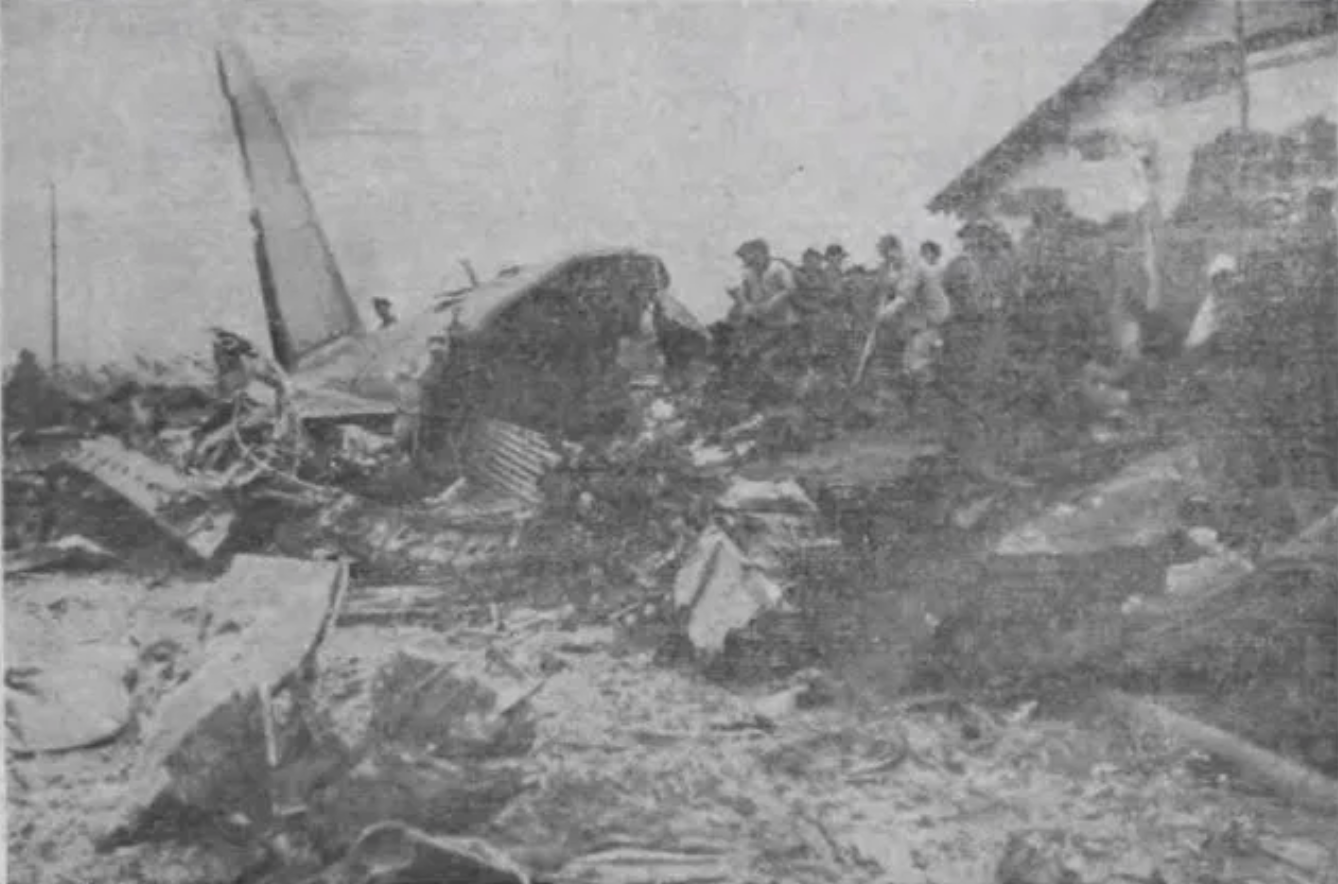
央航48号航班坠机现场

12月25日上午8点半，由一架道格拉斯C-47执飞的央航48号航班从重庆珊瑚坝机场起飞，计划经停汉口、南京抵达上海。机长陈瑞荣，副机长娄临沂、报务员林⼤华和实习副机师钱定武。:67-68
机长曾为中航的飞行员，尽管他拥有美国国籍，但按中航规定领取华人薪资待遇。他因为走私香烟，被中航发现而解雇，最后转向同工同酬的央航担任飞行员。据中航飞行员回忆，该机机长从未接受过江湾机场的盲降训练，可能也不知道地面控制进场系统究竟为何物。
下午3时许，飞机抵达南京明故宫机场，上客3人后又启程飞往上海。4时许抵达上海空域后，塔台以天气恶劣为由，指示机组返回南京。然而因南京天气恶化，又指示机组尝试在龙华机场降落。盘旋三十分钟后，航班改飞江湾机场，并于下午5时58分与塔台失去联络。其残骸发现于江湾机场以北200米张华浜张家宅。:67-68

### 中航140号航班
12月25日上午10点15分，由一架道格拉斯C-3执飞的中航140号航班从重庆珊瑚坝机场起飞，计划经停武昌、南京抵达上海。美籍机长格林伍德（英語：James Greenwood）、副驾驶刘林森、报务员金铿。:67-68机长格林伍德是一位经验丰富的商业航空驾驶员，本将在新年与妻儿团聚，其妻女已经从11月15日从美国休斯顿上船，预计12月30日将要抵达上海。:84
下午3时许，飞机抵达武汉，机组被告知上海天气恶劣，延宕后仍继续执飞。下午4时38分，飞机抵达南京明故宫机场附近时，因天气恶劣无法着陆。机组随即电询上海塔台可否降落。4时55分，塔台指天气恶劣，天黑后不宜执飞，5时10分又命令航班飞⾼7500米。因武昌机场无夜航与盲降设备，机组决定前往江湾机场。6时40分左右，140号航班抵达上海空域，但盘旋江湾机场上空近⼀个⼩时后，仍无法成功降落，并且因为电力太弱而致通讯仪器部分失灵，无法继续使用江湾机场的地面控制进场系统，江湾机场塔台遂准许转飞龙华机场降落。:67-69
龙华机场当时有中航机航组主任吴⼠、总飞机师麦唐纳（英語：William McDonald）、营业组主任⾼⼤经、上海售票处处长吴志宏以及美⽅理事杜威迪（英語：Gordon Tweedy）及各资深飞机师等守候，机场消防队、救护车及医护⼈员，以及上海市府的警察及消防队皆待命。:71总飞机师麦唐纳要求地勤人员沿着跑道倾倒汽油并点燃，以提供导航。塔台指挥克利内（英語：Ronald Kliene）回忆称，当时在塔台可以听见飞机的轰鸣声，但在雾中没有人能看见飞机的前着陆灯。7时50分，机组宣告燃油告罄，需要紧急迫降，随后发动机螺旋桨停机，于7时55分坠毁于距龙华机场跑道10米处。:67-69

### 中航115号航班
12月25日上午10点30分，由一架寇帝斯C-46执飞的中航140号航班从重庆⽩市驿机场起飞，计划经停武昌前往上海。美籍机长泼劳⼠（英語：Rolf Brandt Preus）、副驾驶谭兴铮、报务员王孝德。:67-68机长泼劳⼠原本是驼峰航线的飞行员，战后留任中航，并接受过盲降训练，成功在江湾机场盲降过。4时许，航班抵达南京上空，机长泼劳⼠以电台联络140号航班机长格林伍德，二人协商后决定飞往上海。
5时30分，抵达上海空域，并与江湾机场塔台取得联系以尝试盲降。然而，140号航班因电路故障，无法与与地面控制进场系统建立稳定的信号连接，故而盘旋四小时有余；在此期间，一同从武汉起飞的147号航班在晚7时40分成功通过地面控制进场系统降落于江湾机场，而140号航班已于7时55分不幸坠毁于龙华机场。下午9时许，龙华机场天气略有好转，故由江湾机场转飞尝试降落，然而在绕飞过程中撞上龙华机场西南一英里处黃家渡河庙塔上，遂与龙华机场塔台失去联络。:74-76

## 善后

### 搜救治疗

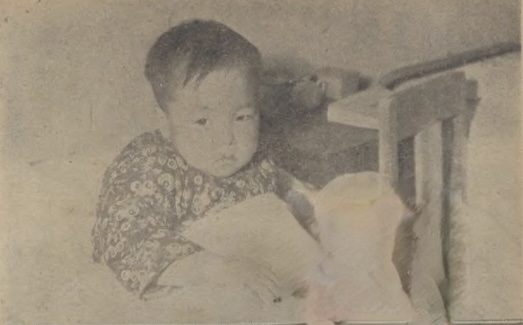
三起航班失事中唯一安然无恙的王弟弟，在事故中失去父母与妹妹，被舅妈熊剑东夫人领回

央航48号航班事故泄漏的燃油引发大火，引驻扎江湾机场之美军前来救援，火势得免蔓延，然余烬至次日黎明犹未止。飞机机头机身皆焚毁，仅余机尾部分；信件散落，尸块遍布。:67-68村民张新业家两幢新房被压，一家人非死即伤，:67-68被美军士兵从废墟中救出，送往公济医院治疗。美宪兵在运送伤员途中，撞伤行人李陈氏之头部，一并送入医院。:97国民革命军上校朱翔鸣作为乘客之一，仅以大腿和手臂入殓，军队则派员到现场寻找其它部分尸体，直至1月16日被村民在河浜内捕鱼时发现。:96
中航140号航班坠毁时，飞机在跑道上翻滚数周，机头和前身全毁，同时撞伤在机场停泊的一架飞机的机翼；乘客和行李均被甩飞到舱外，四散泥淖中。其现场燃起大火，被待命的消防队15分钟扑灭。:71失事后，中航总经理沈德燮、泛美航空公司代表赖诺（英語：Lincoln C. “Tom” Reynolds）和萨莱德博士（英語：Dr. George Sellett）亦到场处置抢险救护事宜。仅在机尾处发现伤员，送往公济医院等处救助。其中一辆救护车还在机场门口栽倒稻田中，不得已另派车辆转运至附近枫林桥中山医院急救。尽管事故发生于机场内，机上遗留各类财物仍然被哄抢一空，在场职员无人制止此类行径。:71-74

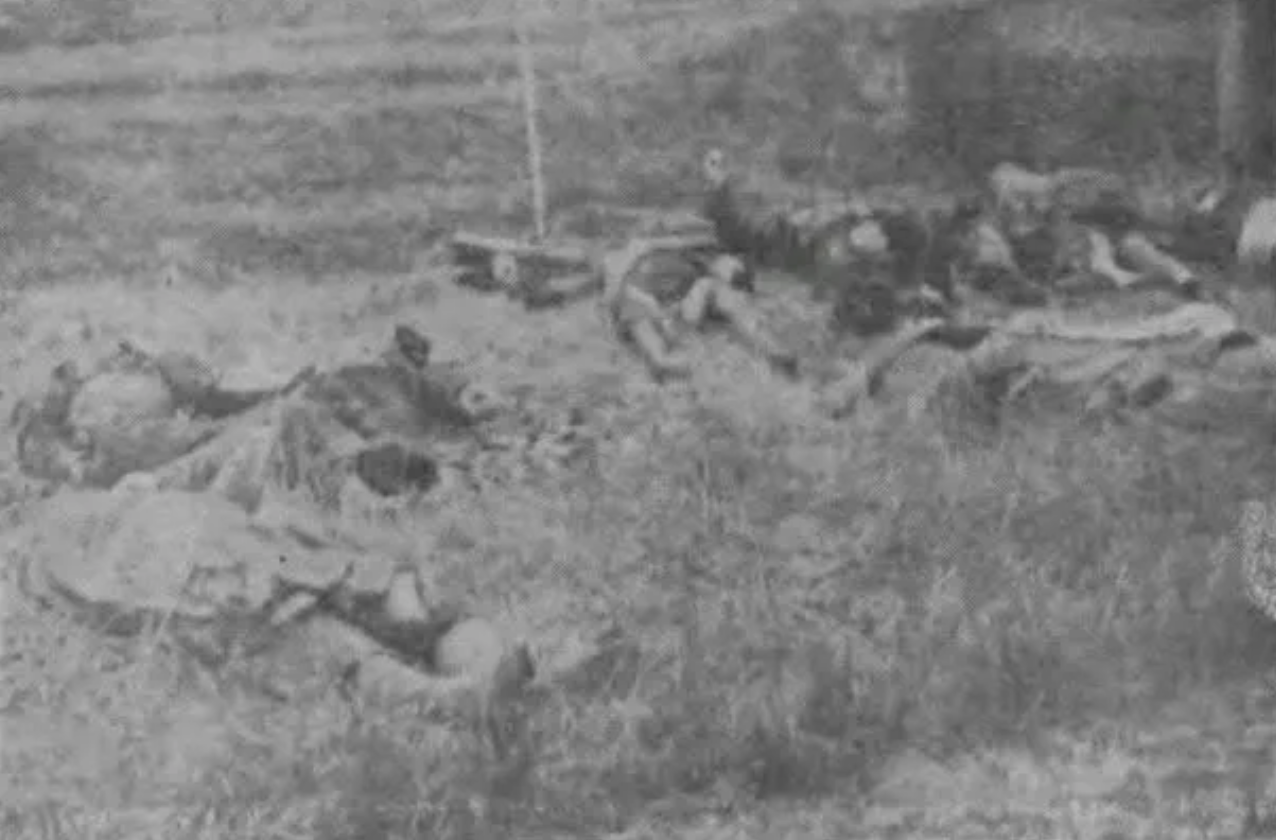
中航115号航班遇难者尸体陈列河塔庙前河边

中航115号航班失联后，驻沪美国陆军及海军随即出动，以协助搜救，水警与美海军在黄浦江面搜索失踪飞机，一小时后方才知飞机失事于沪闵公路第三号桥附近钱三路河塔庙右侧的小河浜内。:74-76河塔庙边的居民闻声惊起，一同参与搜救幸存者，当地农民赵根余徒步前往三华里外的省立上海中学借用电话告知中航。河塔庙西半部被震毁，寄居庙内的私立华东小学之校长孙建瑾险些丧命，随即会同村民展开救援。15位幸存者于25日晚⾄26日早晨分三批被运往中山医院救助，中航派遣专员张廉骧、徐博文二人到中山医院解答家属问题。据目击者描述，因中航115号航班失事发现时间过晚、交通不便，有幸存者在此期间中被活活溺死或冻死。26日早，已经有29具尸体陈列庙前。:74-76当日清理115号航班飞机残骸时，4岁的王弟弟被发现睡在其中，安然无恙，成为唯一没有受伤的幸存者。

### 死伤清点
26日早，央航机航组秘书邬烈旗协同航司⾼级职员抵达现场，将尸体转移到华⼭路中国殡仪馆。下午7时，随着中航115号航班死者转入，央航因担心等候成殓者太多，又将尸体转移至⼽登路马⽩路中央殡仪馆。:67-68当日，邬烈旗即公布了死者名单，48号班机在汉口登机者4人，在南京登机者3人，均已罹难。:81-82此外，被压村民张新业家当场压死其妻张群仙，重伤其母张陆⽒以及两个女儿，另一个女儿伤势较轻，好在伤者最终都得以幸存。:67-68, 97
28日，中航方从重庆、汉口等地拼凑厘清两航班的乘客名单。名单显示140号航班机上有乘客27人，21人遇难，6人重伤幸存者中有1人仍处于昏迷中。:81-83此趟航班中，实则有22人打算在南京下飞机，但因为天气原因被迫前往上海。:89机组成员3人皆遇难。死者遗体被陆续送入万国殡仪馆，共24具。:81-83
115号航班上则有乘客38人，除7人受伤外均遇难，:81-82受伤入院者后又有3人死亡。机组成员中，副驾驶谭兴当场身亡，报务员王孝德因伤势过重、抢救失败于25日晚过世；:74-76机长泼劳⼠伤势严重，被送回美国治疗后数月即接受了截肢。35名死者的遗体被运往华⼭路中国殡仪馆认领，:74-76其中31具在27日晚前已经被家属认领。:90

## 影响
惨案发生后，举国震动，国人谈机色变，南京制宪国民大会的代表们纷纷取消其返程机票。媒体归咎事故原因，一是航空公司允许飞机在不符合飞行条件的天气下起飞，二是龙华机场跑道老旧，没有跑道标识灯。事故后第二天，往来上海的商业航班因为天气原因取消。
国民参政会举行会议，提出临时动议，要求撤换交通部长俞大维及中央、中国两航空公司的负责人。对于涉事的C-46、C-47两种机型，当时参与调查的民航司司长、戴季陶之子戴安国被迫承认这两种出于战争需要的运输机在美国早已停止使用，且飞机零部件等配置不全，并表示今后停止进口此种机型的飞机。上海地方法院检察处事后认为航空公司盲降与夜航设备不齐全是造成飞机失事的原因之一，而两航空公司应负“过失致人于死”罪责。12月28日，法院派季苏等三名检察官调查此案。然而，1947年1月1日，国民政府颁布大赦令，该案便停止侦查。
1947年1月5日，中航121号航班在青岛附近撞山起火，全机42人无人生还。事故后，中航、央航被交通部要求停飞一周。然而复飞后频发的事故令交通部于1月30日再度下令停飞，至3月16日才复飞。自1946年12月到1947年1月间，中国民航业发生八起空难，共136人死伤，仅次于美国16起事故，139人死伤。由于舆论压力，龙华机场在事故后对机场设施进行了改建。同时在1947年7月1日建立龙华航空站，管理国内民航飞行调度。

### 其他聖誕節發生的空難
- 阿塞拜疆航空8243號班機空難

## 拓展阅读
- . CNAC协会.   [2014-05-28]. （原始内容存档于2015-09-23） （英语）.